# Колін Ніксон
Колін Лі Ніксон (англ. Colin Lee Nixon; нар. 8 вересня 1978, Белфаст, Північна Ірландія) — північноірландський футболіст. З самого початку кар'єри виступає за клуб Гленторан, за який провів понад 700 матчів. Нині капітан команди.

## Титули і досягнення
- Чемпіон Північної Ірландії (4):

«Гленторан»: 1998-99, 2002-03, 2004-05, 2008-09
- Володар Кубка Північної Ірландії (6):

«Гленторан»: 1995-96, 1997-98, 1999-2000, 2000-01, 2003-04, 2012-13
- Володар Кубка північноірландської ліги (5):

«Гленторан»: 2000-01, 2002-03, 2004-05, 2006-07, 2009-10